# Drepanosticta bispina
Drepanosticta bispina är en trollsländeart som beskrevs av Fraser 1932. Drepanosticta bispina ingår i släktet Drepanosticta och familjen Platystictidae. Inga underarter finns listade i Catalogue of Life.